# ファルフェル

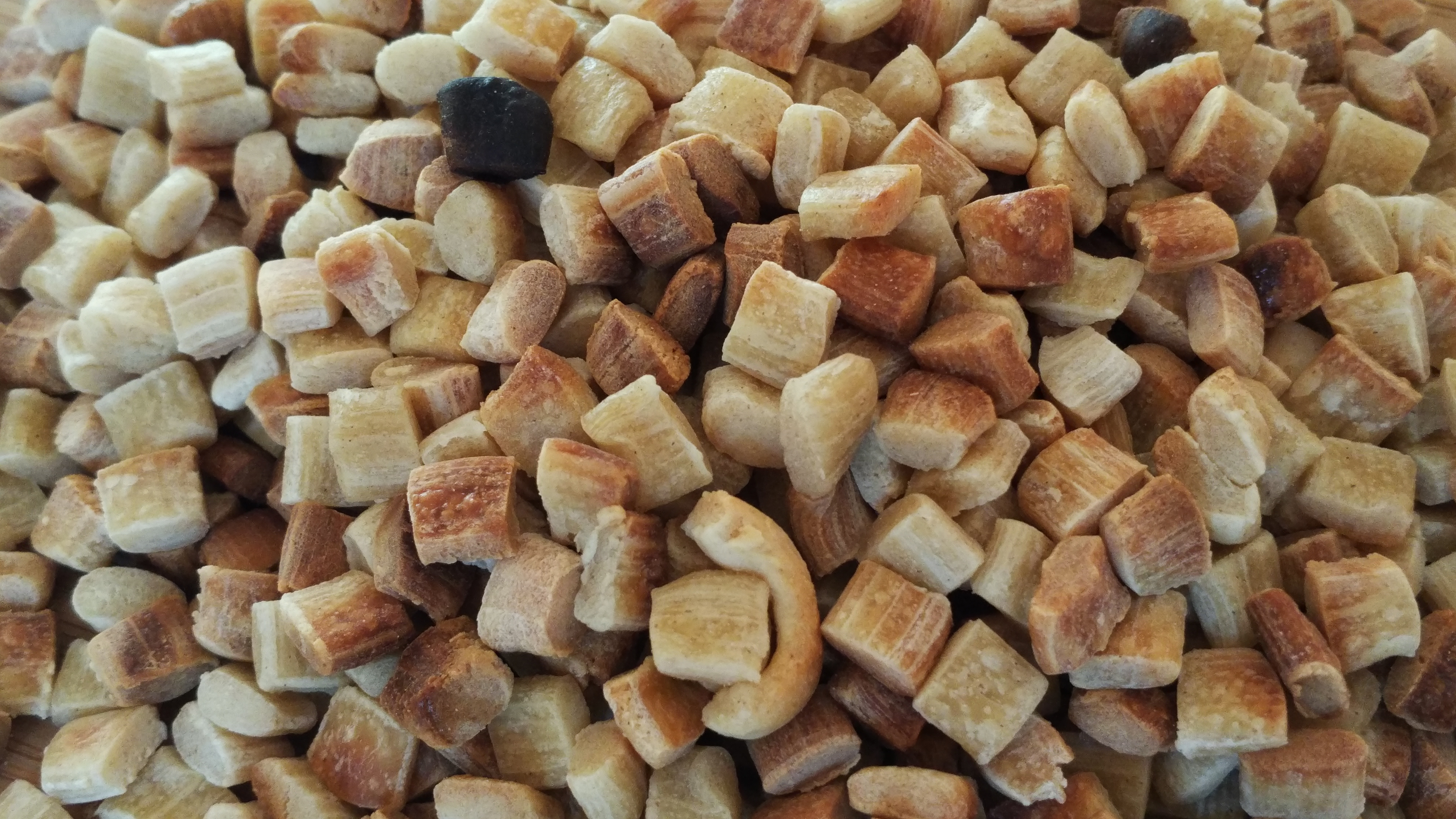
ファルフェル

ファルフェル（イディッシュ語: פֿאַרפֿל、farfelまたはfarfl）は、アシュケナジムの小粒の卵麺である。ファルフル、ファーファルとも。名称は中高ドイツ語で麺を意味するファーフェルン（Varveln）に起源する。
卵麺の生地をペレット状あるいはフレーク状に加工して作られ、茹でる前に煎ることがある。スープの浮き身としたり、茹でてから野菜などと炒めて副菜として食べられる。クーゲルのようなキャセロール料理にすることもでき、マカロニ・アンド・チーズ風に仕立てることもできる。アメリカ合衆国ではエッグ・バーリーの名称で販売されることがある。
マッツァー・ファルフェルとは、マッツァーをファルフェル大に細かく砕いたもので、過越期間中のファルフェルの代用品である。
中東でよく食べられるヒヨコマメやソラマメの揚げ物ファラフェルや、イタリアのファルファッレ （Farfalle）というパスタとは名前が似ているだけで無関係である。